# Lopinyén-Ortiella
Lopinyén-Ortiella (aragonès) Lupiñén-Ortilla (castellà) és un municipi aragonès situat a la província d'Osca i enquadrat a la comarca de la Foia d'Osca.